# Păsări de Pradă (echipă)
Birds of Prey (denumire tradusă în română ca Păsări de Pradă) este o echipă de supereroine, care apare în benzile desenate americane publicate de DC Comics. Debutând în revista Showcase ‘96 #3, în martie 1996, seria a fost inițial concepută ca un parteneriat între Canarul Negru și Batgirl, care adoptase la acea vreme numele de cod Oracle. Ulterior, paleta de justițiare s-a extins, alăturându-se membre de durată ca Huntress (Helena Bertinelli) sau Lady Blackhawk.
Editorul asistent Frank Pittarese a fost creditat cu denumirea echipei Birds of Prey, în primul număr al seriei. Deși grupul își găsește sediul principal în Gotham City, supereroinele operează și în locații precum Metropolis sau „Platinum Flats”, California. Seria a fost imaginată de Jordan B. Gorfinkel, și scrisă inițial de Chuck Dixon. Gail Simone a semnat scenariul benzii desenate în intervalul cuprins între numerele 56 și 108. Scriitorul Sean McKeever trebuia să o înlocuiască pe Simone, dar a decis să părăsească proiectul, contribuind doar la numerele #113-117; Tony Bedard, care a scris numerele #109-112, a preluat pentru scurt timp titlul, odată cu numărul #118.
Din punct de vedere comercial, Birds of Prey este cea mai de succes serie de benzi desenate cu femei protagoniste, după Wonder Woman. În 2015, Vulture a plasat Păsările de Pradă în lista celor 12 echipe care au definit modul în care sunt abordate poveștile cu supereroi.

## Caracterizare

### Batgirl
Barbara este liderul Păsărilor de Pradă. Fosta Batgirl, fiică a celui mai apropiat aliat al lui Batman, James Gordon, a fost paralizată de la brâu în jos în urma unei ambuscade a Jokerului în apartamentul ei, și s-a reinventat ca Oracle în cadrul Suicide Squad. Ea posedă o rețea de informații, o memorie fotografică excelentă, și abilități extreme de hacking și programare. Barbara este, de asemenea, o luptătoare îndemânatică corp la corp, și o maestră în mânuirea armelor, deși rareori este arătată într-o luptă fizică; de obicei, ea dirijează echipa de la distanță. După evenimentele din Flashpoint, Barbara și-a recăpătat utilizarea picioarelor și a revenit la identitatea de Batgirl, luând o pauză temporară din echipă în acest proces. Ea realizează că lumea are nevoie de ea pentru a fi din nou Oracle în timpul Joker War.

### Canarul Negru
Întrucât Barbara consideră că dintre toți supereroii, Dinah are cel mai mare potențial, Oracle îi cere Canarului Negru să devină agentul ei operativ. Black Canary se reinventează, schimbându-și peruca blondă cu părul blond decolorat. Relația ei cu Oracle este dificilă la început, deoarece impulsivitatea sa intră în conflict cu organizarea lui Oracle. Treptat, ele învață să lucreze împreună și devin prietene. Barbara o ajută pe Dinah în perioadele dificile din viața acesteia. Când Oracle fuge din Blockbuster, Dinah o salvează și o întâlnește pe Barbara Gordon, aprofundând prietenia lor.
Dinah Laurel Lance este luptătoarea vedetă a Păsărilor de Pradă, o fire asertivă, dar cu un caracter bun și idealist. Pe lângă talentul în arte marțiale, Dinah dispune de o superputere, atacul cu ultrasunete cunoscut sub numele de „Canary Cry”, pe care o folosește ca ultimă armă. Canarul Negru a părăsit echipa în numărul 99, și a revenit în numărul 1 al volumului 2.

### Huntress
O justițiară independentă, predispusă la utilizarea excesivă a forței, Helena Bertinelli este o fostă prințesă a mafiei, devastată la o vârstă fragedă, când familia ei a fost ucisă într-un atac al gangsterilor. Antrenată de vărul ei asasin în arta înfruntării, ea a declarat război mafiei în numele justiției. După plecarea lui Black Canary, Huntress a devenit comandantul de teren al echipei. Ea a fost, de asemenea, a doua luptătoare împotriva criminalității care a purtat numele de Batgirl.

### Lady Blackhawk
În 2004, Lady Blackhawk a început să lucreze ca pilot al Păsărilor de Pradă. Barbara Gordon o recrutează pe Zinda Blake ca a patra membră a echipei. Deoarece Zinda caută o schimbare, ea acceptă cu plăcere. Flashback-urile din povestea ei arată că ceilalți Blackhawk au murit, Wu Cheng fiind ultimul. Zinda a avut probleme în a se integra din nou în actuala Blackhawk Inc., o companie internațională de transport maritim (din care deține o optime). Zinda acceptă slujba din grupul neoficial al lui Black Canary, pe motiv că ea deținea controlul deplin asupra oricăror sarcini de zbor. Zinda a sugerat numele „Birds of Prey” pentru echipa Barbarei, în Birds of Prey #86.

## Publicații
Seria a luat formă odată cu volumul one-shot scris de Chuck Dixon, Black Canary/Oracle: Birds of Prey, datat 1996, și publicat în decembrie 1995. Inițial, cele două eroine prezentate au fost Barbara Gordon (fostă Batgirl) și Dinah Lance (Black Canary). Încă de la început, Canary a fost scrisă ca fiind pasională și idealistă. Într-un interviu acordat Comics Bulletin, Dixon a descris această alegere ca fiind o ciocnire fertilă de valori: „Abordarea idealistă a lui Dinah reprezintă inima acestei cărți”.

### Era Gail Simone

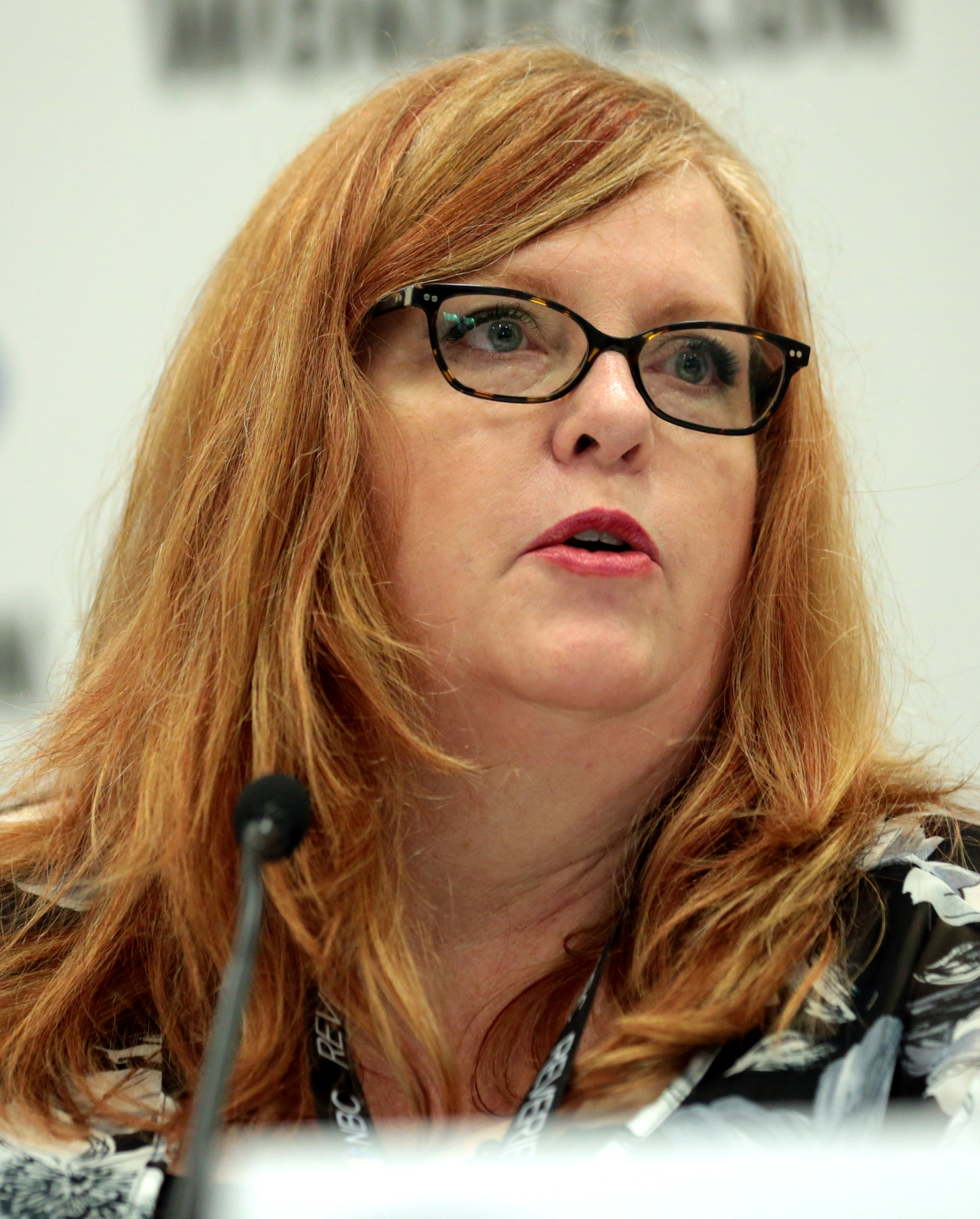
Gail Simone, scenaristă Birds of Prey, este considerată una dintre cele mai influente femei din industria benzilor desenate.

Birds of Prey a fost prima serie de benzi desenate în continuă desfășurare care a prezentat misiunile echipei omonime. Titlul a acumulat 127 de numere în timpul publicării sale, din ianuarie 1999 până în aprilie 2009.
Când scriitoarea Gail Simone a preluat publicația, în 2003, a adăugat-o pe Huntress în linia de personaje utilizabile. În primul ei segment, intitulat „Of Like Minds”, Simone a lăsat-o pe Black Canary să intre într-o capcană întinsă de Brian Durlin, cunoscut sub numele de Savant, și de asistentul său, Creote. Cu Black Canary acum grav rănită și înlănțuită, Savant începe să enumere revendicări, dintre care cea mai importantă este adevărata identitate a lui Batman. În final, Huntress și Canary își înving dușmanii, și formează o echipă.
Autoarea Gail Simone a comentat noua distribuție, spunând că fiecare personaj oferă o completare pentru celelalte două:
„În acest caz, Babs și Dinah se respectă enorm, iar fiecare este capabilă de lucruri mărețe pe care cealaltă nu le poate face. Dinah nu reprezintă doar picioarele lui Oracle, uneori, este conștiința ei, sau muza ei, sau pur și simplu cea mai bună prietenă a ei. Iar Oracle este pentru Dinah mult mai mult decât un simplu operator de misiune. Au încredere una în cealaltă, iar din asta rezultă o prietenie în care cred. Huntress... o văd pe Helena ca pe cineva care nu este solitar din proprie inițiativă. Dinah este atât de tolerantă și atât de deschisă, încât Helena vede o oportunitate de a face parte din ceva, fără să fie nevoită să forțeze intrarea. Există fricțiuni, pentru că, odată ce Helena își pune masca, nu se prea pricepe la integrare. Dar îi place că ele îi dau o șansă. Dacă o va rata sau nu, va trebui să continuați să citiți.”
Huntress o întâlnește pentru prima dată pe Oracle în timpul poveștii „Sensei & Student”, când o salvează dintr-o situație care putea să-i pună viața în pericol. Guvernul SUA a aflat de existența lui Oracle, și a întocmit o listă de suspecți pe care să-i interogheze, unul dintre ei fiind Barbara. Fără nicio formă de proces, doi agenți federali insinuează că ea este Oracle, și că, dacă vor fi aduse dovezi, va fi judecată pentru trădare împotriva Statelor Unite ale Americii. Încă o dată, Oracle se bazează pe Huntress atunci când nu are alți aliați disponibili.
Deși Oracle și Huntress au o lungă istorie de animozitate una față de cealaltă, Canarul Negru o convinge în cele din urmă pe Oracle să o angajeze pe Huntress ca agent cu normă întreagă. Prietenia în devenire este întreruptă în timpul episodului „Hero Hunters”. În ultimul număr al poveștii, Huntress își dă seama că Oracle a manipulat-o psihologic pentru a o face să se comporte „cum trebuie”, în același mod în care un profesor încearcă să reabiliteze un copil cu probleme. În ciuda remușcărilor lui Oracle pentru acțiunile sale, Huntress pleacă temporar din grup. Mai târziu, ea se reîntoarce în echipă, din nou ca agent cu normă întreagă, alături de nou venita Lady Blackhawk. Deși personalul din echipa lui Oracle crește și se schimbă, Huntress și Lady Blackhawk rămân agenți de bază.
Pe măsură ce Birds of Prey se apropia de al 100-lea număr, Simone a folosit numerele 99 și 100 pentru a diversifica linia de personaje. A lăsat-o pe Black Canary să părăsească echipa împreună cu protejata ei, o fetiță pe nume „Sin”, și a folosit un episod de evadare din închisoare pentru a le introduce în noua echipă pe Big Barda, pacifista Judomaster, neastâmpărata Misfit și noua Spy Smasher.

### SfârșitulBirds of Prey(vol. 1)
După plecarea lui Simone la revista afiliată Wonder Woman, Sean McKeever a preluat Birds of Prey de la numărul 113 până la numărul 117. McKeever și-a folosit scurta perioadă de activitate pentru a pune o nouă întruchipare a răufăcătorului „Blackhawk”, Killer Shark, împotriva fostei Lady Blackhawk, Zinda Blake. El a creat, de asemenea, locația Platinum Flats, numită de IGN „Silicon Valley din universul DC”. IGN a numit scurtul său stagiu de scriitor „plăcut și creativ”. Actele sale de scriere au fost preluate de Tony Bedard, care a declarat într-un interviu pentru Comic Book Resources că i-a plăcut conceptul de Platinum Flats. Bedard a vrut să amestece crimele din secolul XXI cu familiile mafiote din anii 1930, și a declarat că Oracle este personajul său preferat din Birds of Prey.
DC a anulat seria în februarie 2009, mini-seria Oracle: The Cure începând să fie publicată în luna următoare, ca parte a unei reorganizări la nivelul întregii companii a titlurilor legate de Batman.

## Adaptări

### Televiziune

Huntress, Catwoman și Black Canary ca Păsări de Pradă în Batman: Neînfricat și cutezător

- Păsările de Pradă apar într-un serial TV omonim, difuzat între anii 2002 și 2003. Personajele principale sunt Helena Kyle / Huntress (interpretată de Ashley Scott), Barbara Gordon / Oracle (interpretată de Dina Meyer) și Dinah Redmond (interpretată de Rachel Skarsten).

- Gail Simone a scris scenariul episodului Justice League Unlimited, „Double Date”, cu intenția de a prezenta o Barbara Gordon / Batgirl, temporar țintuită în casă, care le contactează pe Huntress și Black Canary pentru a finaliza un caz pentru ea. Cu toate acestea, o problemă legată de drepturile personajului a necesitat îndepărtarea lui Gordon, iar Huntress și Black Canary au lucrat în schimb separat cu Question, și, respectiv, Săgeata Verde.[22]

- Păsările de Pradă apar în serialul de animație Batman: Neînfricat și cutezător, în episodul „The Mask of Matches Malone!”.[23] Această versiune a grupului este formată din Huntress, Canarul Negru și Catwoman. Ele îl salvează pe Batman după ce acesta suferă de amnezie în timp ce lucra sub acoperire. Episodul, care a fost scris de Gail Simone, și conținea un număr muzical scris de Michael Jenric, a stârnit controverse pe forumurile online după difuzarea în Australia, din cauza versurilor percepute ca fiind picante și încărcate de aluzii sexuale.[24]

- Încarnările din serialul TV Birds of Prey, Helena Kyle și Barbara Gordon, fac apariții cameo în „Crisis on Infinite Earths”, interpretate din nou de Ashley Scott, în timp ce Dina Meyer oferă o voce necreditată.

### Film
- Păsările de pradă apar într-un film omonim din 2020,[25][26][27][28][29][30] cu o distribuție formată din Dinah Lance (interpretată de Jurnee Smollett), Helena Bertinelli / Huntress (Mary Elizabeth Winstead), și Renee Montoya (Rosie Perez). În plus, Harley Quinn (interpretată de Margot Robbie) și Cassandra Cain (Ella Jay Basco) apar ca aliați temporari, înainte de a se despărți de trio în termeni buni.